# District de Haute-Bavière
 (août 2024).
Le district de Haute-Bavière (en allemand : Regierungsbezirk Oberbayern) est une des sept circonscriptions allemandes (Regierungsbezirke) du land de la Bavière.
La capitale de la Haute-Bavière est Munich.

## Situation géographique

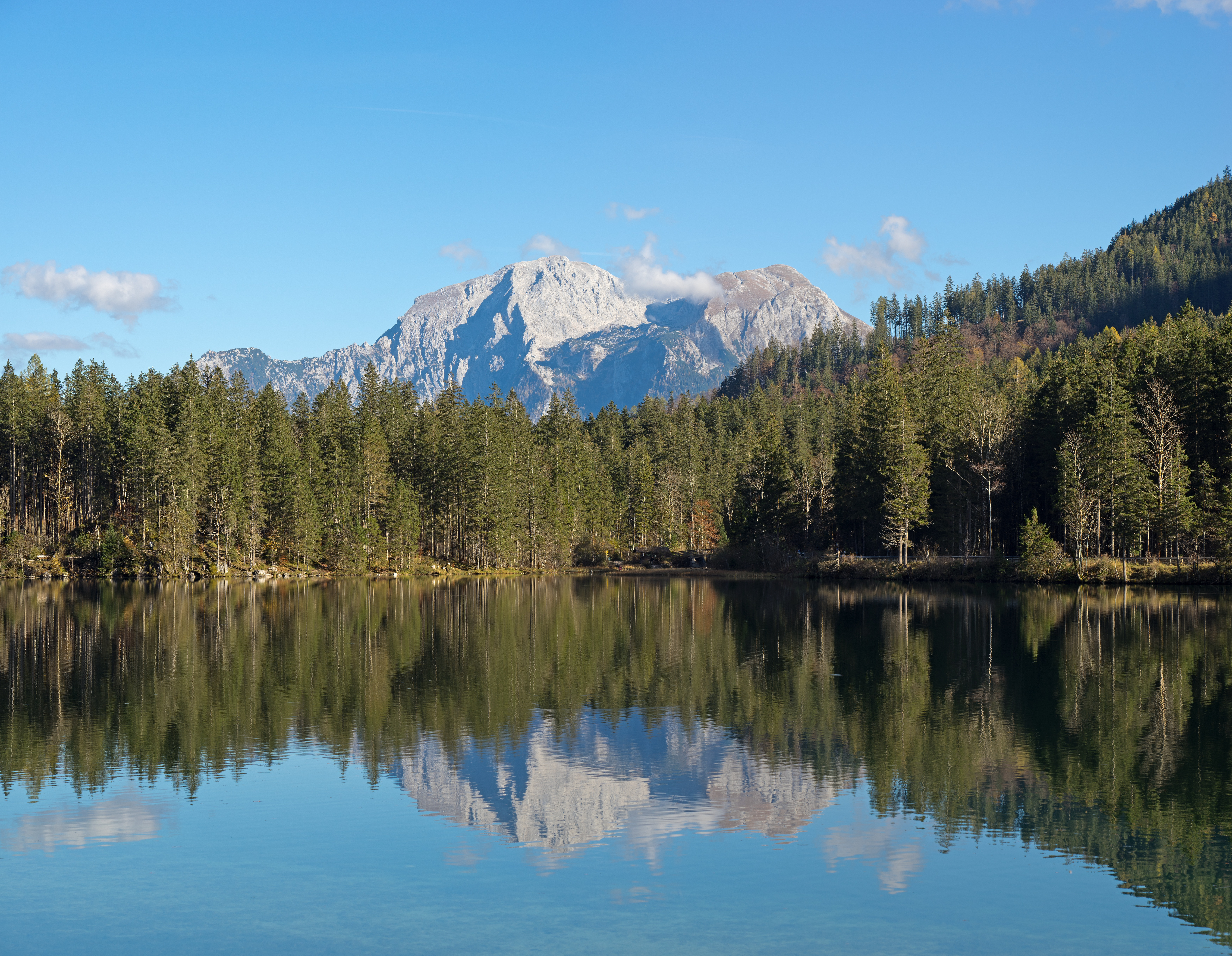
Les sommets du Hoher Göll et du Hohes Brett par dessus l'Hintersee (Ramsauer Ache), en Haute-Bavière. Octobre 2022.

Il est situé au sud-est de ce land, le plus étendu des seize lands (ou Länder, Lænder) d'Allemagne.
La Haute-Bavière est limitrophe de l'Autriche (au sud et à l'est), de la Basse-Bavière (au nord), et, à l'ouest, de la Moyenne-Franconie et de la Souabe.

## Administration territoriale
Le district comprend vingt arrondissements et trois villes-arrondissements :

### Villes-arrondissements(Kreisfreie Städte)
1. Ingolstadt
2. Munich (München)
3. Rosenheim

### Arrondissements(Landkreise)
1. Arrondissement d'Altötting
2. Arrondissement de Bad Tölz-Wolfratshausen (chef-lieu Bad Tölz)
3. Arrondissement du Pays-de-Berchtesgaden (chef-lieu Bad Reichenhall)
4. Arrondissement de Dachau
5. Arrondissement d'Ebersberg
6. Arrondissement d'Eichstätt
7. Arrondissement d'Erding
8. Arrondissement de Freising
9. Arrondissement de Fürstenfeldbruck
10. Arrondissement de Garmisch-Partenkirchen
11. Arrondissement de Landsberg am Lech
12. Arrondissement de Miesbach
13. Arrondissement de Mühldorf am Inn
14. Arrondissement de Munich (chef-lieu Munich¹)
15. Arrondissement de Neuburg-Schrobenhausen (chef-lieu Neuburg a.d.Donau)
16. Arrondissement de Pfaffenhofen an der Ilm
17. Arrondissement de Rosenheim (chef-lieu Rosenheim¹)
18. Arrondissement de Starnberg
19. Arrondissement de Traunstein
20. Arrondissement de Weilheim-Schongau (chef-lieu Weilheim i.OB)

¹ Siège de l'assemblée, mais n'appartient pas à l'arrondissement (ville-arrondissement)

### Régions de planification
La Haute-Bavière est subdivisée en quatre régions à fin de planification (Planungsregionen) : 
- Ingolstadt
- Munich
- Haut-Pays (Oberland)
- Haute-Bavière du sud-est (Südostoberbayern).

### Anciens arrondissements (1862-1972)
1. Arrondissement d'Aichach (de)
2. Arrondissement d'Altötting
3. Arrondissement de Bad Aibling (de) (à partir de 1900)
4. Arrondissement de Bad Tölz (de)
5. Arrondissement de Berchtesgaden (de)
6. Arrondissement de Dachau
7. Arrondissement d'Ebersberg
8. Arrondissement d'Erding
9. Arrondissement de Freising
10. Arrondissement de Fürstenfeldbruck
11. Arrondissement de Garmisch-Partenkirchen
12. Arrondissement d'Ingolstadt (de)
13. Arrondissement de Landsberg-sur-le-Lech
14. Arrondissement de Laufen (de)
15. Arrondissement de Miesbach
16. Arrondissement de Mühldorf am Inn
17. Arrondissement de Munich
18. Arrondissement de Pfaffenhofen an der Ilm
19. Arrondissement de Rosenheim
20. Arrondissement de Schongau (de)
21. Arrondissement de Schrobenhausen (de)
22. Arrondissement de Starnberg
23. Arrondissement de Traunstein
24. Arrondissement de Wasserburg-sur-l'Inn (de)
25. Arrondissement de Weilheim-en-Haute-Bavière (de)
26. Arrondissement de Wolfratshausen (de)